# Verein für Leibesübungen Bochum 1848 1976-1977
Questa voce raccoglie le informazioni riguardanti il Verein für Leibesübungen Bochum 1848 nelle competizioni ufficiali della stagione 1976-1977.

## Stagione
Nella stagione 1976-1977 il Bochum, allenato da Heinz Höher, concluse il campionato di Bundesliga al 15º posto. In Coppa di Germania il Bochum fu eliminato al terzo turno dal Rot-Weiss Essen.

## Rosa
| N. |                     | Ruolo | Calciatore           |
| -- | ------------------- | ----- | -------------------- |
|    | Germania (bandiera) | P     | Reinhard Mager       |
|    | Germania (bandiera) | P     | Werner Scholz        |
|    | Germania (bandiera) | D     | Michael Eggert       |
|    | Germania (bandiera) | D     | Klaus Franke         |
|    | Germania (bandiera) | D     | Hartmut Fromm        |
|    | Germania (bandiera) | D     | Hermann Gerland      |
|    | Germania (bandiera) | D     | Matthias Herget      |
|    | Germania (bandiera) | D     | Franz-Josef Tenhagen |
|    | Germania (bandiera) | C     | Werner Balte         |
|    | Germania (bandiera) | C     | Wolfgang Euteneuer   |

| N. |                     | Ruolo | Calciatore             |
| -- | ------------------- | ----- | ---------------------- |
|    | Germania (bandiera) | C     | Paul Holz              |
|    | Germania (bandiera) | C     | Hans-Jürgen Köper      |
|    | Germania (bandiera) | C     | Ata Lameck             |
|    | Germania (bandiera) | C     | Werner Schachten       |
|    | Germania (bandiera) | C     | Holger Trimhold        |
|    | Germania (bandiera) | A     | Heinz-Werner Eggeling  |
|    | Germania (bandiera) | A     | Josef Kaczor           |
|    | Germania (bandiera) | A     | Peter Kursinski        |
|    | Germania (bandiera) | A     | Hans-Joachim Pochstein |

## Organigramma societario
Area tecnica
- Allenatore: Heinz Höher
- Allenatore in seconda:
- Preparatore dei portieri:
- Preparatori atletici:

## Calciomercato

### Sessione estiva
| Acquisti | Acquisti | Acquisti | Acquisti |
| R.       | Nome     | da       | Modalità |
| -------- | -------- | -------- | -------- |

| Cessioni | Cessioni              | Cessioni    | Cessioni |
| R.       | Nome                  | a           | Modalità |
| -------- | --------------------- | ----------- | -------- |
| A        | Harry Ellbracht       | Saarbrücken |          |
| D        | Erich Miß             | Wuppertal   |          |
| D        | Klaus-Dieter Dewinski | Bonner      |          |

### Sessione invernale
| Acquisti | Acquisti  | Acquisti    | Acquisti |
| R.       | Nome      | da          | Modalità |
| -------- | --------- | ----------- | -------- |
| C        | Paul Holz | Hannover 96 |          |

| Cessioni | Cessioni | Cessioni | Cessioni |
| R.       | Nome     | a        | Modalità |
| -------- | -------- | -------- | -------- |

## Risultati

### Bundesliga

#### Girone di andata
| Arbitro: | Klauser |

|  |           |              |
|  | Marcatori | 51’ Trimhold |

| Arbitro: | Lutz |

|              |           |  |
| Tenhagen 43’ | Marcatori |  |

| Arbitro: | Joos |

|                                   |           |                 |
| Bonhof 31’ Heynckes 58’, 62’, 85’ | Marcatori | 30’, 60’ Kaczor |

| Arbitro: | Dölfel |

|                   |           |           |
| Trimhold 16’, 19’ | Marcatori | 13’ Thies |

| Arbitro: | Roth |

|                       |           |  |
| Kliemann 20’ Grau 85’ | Marcatori |  |

| Arbitro: | Horstmann |

|                                                  |           |                                                                         |
| Ellbracht 24’, 43’ Kaczor 39’, 80’ Pochstein 53’ | Marcatori | 54’ Rummenigge 56’ Schwarzenbeck 64’, 73’ (rig.) Müller 76’, 89’ Hoeneß |

| Arbitro: | Messmer |

|                   |           |            |
| Ellbracht 5’, 38’ | Marcatori | 56’ Segler |

| Arbitro: | Schmoock |

|                    |           |  |
| Röber 40’ Kamp 47’ | Marcatori |  |

| Arbitro: | Zuchantke |

|            |           |  |
| Kaczor 15’ | Marcatori |  |

| Arbitro: | Biwersi |

|                                   |           |                            |
| Bast 39’ Hrubesch 49’, 53’ (rig.) | Marcatori | 4’, 68’ Kaczor 9’ Eggeling |

| Arbitro: | Gabor |

|                                  |           |            |
| Tenhagen 9’ Eggert 73’ Köper 79’ | Marcatori | 77’ Nickel |

| Arbitro: | Klauser |

|              |           |  |
| Szymanek 11’ | Marcatori |  |

| Arbitro: | Walther |

|              |           |           |
| Trimhold 84’ | Marcatori | 31’ Grobe |

| Arbitro: | Horstmann |

|           |           |            |
| Wendt 78’ | Marcatori | 20’ Kaczor |

| Arbitro: | Schröder |

|           |           |                      |
| Fromm 44’ | Marcatori | 63’ Müller 73’ Flohe |

| Arbitro: | Engel |

|                                  |           |              |
| Lütkebohmert 6’ Kremers 76’, 78’ | Marcatori | 73’ Trimhold |

| Arbitro: | Schmoock |

|                               |           |                       |
| Köper 1’ Kaczor 25’, 37’, 73’ | Marcatori | 35’, 55’ Steffenhagen |

#### Girone di ritorno
| Arbitro: | Horstmann |

|            |           |                           |
| Kaczor 32’ | Marcatori | 41’ Förster 44’ Ellbracht |

| Arbitro: | Roth |

|                           |           |            |
| Bredenfeld 36’ Berger 90’ | Marcatori | 26’ Kaczor |

| Bochum 29 gennaio 1977, ore 15:30 CET 20ª giornata | Bochum      | 0 – 0 referto | Borussia M'gladbach | Stadion an der Castroper Straße (25 000 spett.)\| Arbitro: \| Haselberger \| |
| Arbitro:                                           | Haselberger |               |                     |                                                                              |

| Duisburg 5 febbraio 1977, ore 15:30 CET 21ª giornata | Duisburg | 0 – 0 referto | Bochum | Wedaustadion (22 000 spett.)\| Arbitro: \| Quindeau \| |
| Arbitro:                                             | Quindeau |               |        |                                                        |

| Arbitro: | Lutz |

|                                 |           |                      |
| Kaczor 7’, 9’, 30’ Trimhold 83’ | Marcatori | 8’ Grau 73’ Granitza |

| Arbitro: | Niemann |

|            |           |            |
| Künkel 26’ | Marcatori | 13’ Kaczor |

| Arbitro: | Ohmsen |

|  |           |                       |
|  | Marcatori | 18’ Kaczor 76’ Eggert |

| Arbitro: | Walz |

|  |           |                         |
|  | Marcatori | 22’ Röber 86’ Meininger |

| Arbitro: | Haselberger |

|                       |           |  |
| Meier 75’ Schwarz 78’ | Marcatori |  |

| Arbitro: | Dreher |

|                     |           |          |
| Kaczor 62’ Holz 63’ | Marcatori | 67’ Lund |

| Arbitro: | Redelfs |

|                      |           |                                |
| Nickel 15’ Kraus 44’ | Marcatori | 42’ Tenhagen 69’ (rig.) Lameck |

| Arbitro: | Horstmann |

|              |           |                     |
| Eggeling 28’ | Marcatori | 67’ Zewe 79’ Allofs |

| Arbitro: | Frickel |

|                        |           |  |
| Popivoda 40’ Frank 65’ | Marcatori |  |

| Arbitro: | Walther |

|                       |           |            |
| Kaczor 52’ Lameck 65’ | Marcatori | 72’ Stradt |

| Arbitro: | Meuser |

|                                                |           |            |
| Müller 15’, 20’, 42’, 43’ Flohe 33’ Simmet 60’ | Marcatori | 85’ Kaczor |

| Arbitro: | Ahlenfelder |

|            |           |                               |
| Eggert 11’ | Marcatori | 34’ (aut.) Gerland 89’ Lander |

| Arbitro: | Zuchantke |

|                                           |           |              |
| Reimann 22’, 30’ Magath 49’ Eigl 73’, 85’ | Marcatori | 74’ Trimhold |

### Coppa di Germania
| Arbitro: | Gabriel |

|  |           |                               |
|  | Marcatori | 15’, 87’ Kaczor 67’ Pochstein |

| Arbitro: | Jensen |

|             |           |                                     |
| Scherff 82’ | Marcatori | 6’ Ellbracht 31’ Gerland 54’ Kaczor |

| Arbitro: | Meuser |

|                                                             |           |            |
| Wieczorkowski 7’ Hrubesch 16’ Neues 53’ Lorant 85’ Mill 87’ | Marcatori | 23’ Kaczor |

## Statistiche

### Statistiche di squadra
| Competizione      | Punti | In casa | In casa | In casa | In casa | In casa | In casa | In trasferta | In trasferta | In trasferta | In trasferta | In trasferta | In trasferta | Totale | Totale | Totale | Totale | Totale | Totale | DR  |
| Competizione      | Punti | G       | V       | N       | P       | Gf      | Gs      | G            | V            | N            | P            | Gf           | Gs           | G      | V      | N      | P      | Gf     | Gs     | DR  |
| ----------------- | ----- | ------- | ------- | ------- | ------- | ------- | ------- | ------------ | ------------ | ------------ | ------------ | ------------ | ------------ | ------ | ------ | ------ | ------ | ------ | ------ | --- |
| Bundesliga        | 29    | 17      | 9       | 2       | 6       | 31      | 26      | 17           | 2            | 5            | 10           | 16           | 36           | 34     | 11     | 7      | 16     | 47     | 62     | -15 |
| Coppa di Germania | -     | 0       | 0       | 0       | 0       | 0       | 0       | 3            | 2            | 0            | 1            | 7            | 6            | 3      | 2      | 0      | 1      | 7      | 6      | +1  |
| Totale            | 29    | 17      | 9       | 2       | 6       | 31      | 26      | 20           | 4            | 5            | 11           | 23           | 42           | 37     | 13     | 7      | 17     | 54     | 68     | -14 |

### Andamento in campionato
| Giornata  | 1 | 2 | 3 | 4 | 5 | 6  | 7 | 8  | 9 | 10 | 11 | 12 | 13 | 14 | 15 | 16 | 17 | 18 | 19 | 20 | 21 | 22 | 23 | 24 | 25 | 26 | 27 | 28 | 29 | 30 | 31 | 32 | 33 | 34 |
| --------- | - | - | - | - | - | -- | - | -- | - | -- | -- | -- | -- | -- | -- | -- | -- | -- | -- | -- | -- | -- | -- | -- | -- | -- | -- | -- | -- | -- | -- | -- | -- | -- |
| Luogo     | T | C | T | C | T | C  | C | T  | C | T  | C  | T  | C  | T  | C  | T  | C  | C  | T  | C  | T  | C  | T  | T  | C  | T  | C  | T  | C  | T  | C  | T  | C  | T  |
| Risultato | V | V | P | V | P | P  | V | P  | V | N  | V  | P  | N  | N  | P  | P  | V  | P  | P  | N  | N  | V  | N  | V  | P  | P  | V  | N  | P  | P  | V  | P  | P  | P  |
| Posizione | 7 | 4 | 7 | 4 | 9 | 11 | 9 | 10 | 9 | 8  | 8  | 9  | 8  | 8  | 9  | 12 | 10 | 12 | 13 | 13 | 13 | 12 | 11 | 12 | 13 | 14 | 12 | 12 | 13 | 13 | 13 | 14 | 14 | 15 |

Legenda:

Luogo: C = Casa; T = Trasferta. Risultato: V = Vittoria; N = Pareggio; P = Sconfitta.

### Statistiche dei giocatori
| Giocatore    | Bundesliga | Bundesliga | Bundesliga  | Bundesliga | Coppa di Germania | Coppa di Germania | Coppa di Germania | Coppa di Germania | Totale   | Totale | Totale      | Totale     |
| Giocatore    | Presenze   | Reti       | Ammonizioni | Espulsioni | Presenze          | Reti              | Ammonizioni       | Espulsioni        | Presenze | Reti   | Ammonizioni | Espulsioni |
| ------------ | ---------- | ---------- | ----------- | ---------- | ----------------- | ----------------- | ----------------- | ----------------- | -------- | ------ | ----------- | ---------- |
| W. Balte     | 10         | 0          | 0           | 0          | 2                 | 0                 | 0                 | 0                 | 12       | 0      | 0           | 0          |
| H. Eggeling  | 13         | 2          | 0           | 0          | 1                 | 0                 | 0                 | 0                 | 14       | 2      | 0           | 0          |
| M. Eggert    | 32         | 3          | 1           | 0          | 0                 | 0                 | 0                 | 0                 | 32       | 3      | 1           | 0          |
| H. Ellbracht | 6          | 4          | 0           | 0          | 2                 | 1                 | 0                 | 0                 | 8        | 5      | 0           | 0          |
| W. Euteneuer | 3          | 0          | 0           | 0          | 2                 | 0                 | 0                 | 0                 | 5        | 0      | 0           | 0          |
| K. Franke    | 29         | 0          | 0           | 0          | 1                 | 0                 | 0                 | 0                 | 30       | 0      | 0           | 0          |
| H. Fromm     | 17         | 1          | 0           | 0          | 2                 | 0                 | 0                 | 0                 | 19       | 1      | 0           | 0          |
| H. Gerland   | 32         | 0          | 1           | 0          | 3                 | 1                 | 0                 | 0                 | 35       | 1      | 1           | 0          |
| M. Herget    | 34         | 0          | 3           | 0          | 3                 | 0                 | 0                 | 0                 | 37       | 0      | 3           | 0          |
| P. Holz      | 17         | 1          | 2           | 0          | 1                 | 0                 | 0                 | 0                 | 18       | 1      | 2           | 0          |
| J. Kaczor    | 34         | 21         | 2           | 0          | 3                 | 4                 | 0                 | 0                 | 37       | 25     | 2           | 0          |
| P. Kursinski | 4          | 0          | 0           | 0          | 0                 | 0                 | 0                 | 0                 | 4        | 0      | 0           | 0          |
| H. Köper     | 20         | 2          | 0           | 0          | 3                 | 0                 | 0                 | 0                 | 23       | 2      | 0           | 0          |
| A. Lameck    | 30         | 2          | 3           | 0          | 3                 | 0                 | 0                 | 0                 | 33       | 2      | 3           | 0          |
| R. Mager     | 1          | 0          | 0           | 0          | 0                 | 0                 | 0                 | 0                 | 1        | 0      | 0           | 0          |
| E. Miß       | 5          | 0          | 0           | 0          | 0                 | 0                 | 0                 | 0                 | 5        | 0      | 0           | 0          |
| H. Pochstein | 32         | 1          | 0           | 0          | 3                 | 1                 | 0                 | 0                 | 35       | 2      | 0           | 0          |
| W. Schachten | 0          | 0          | 0           | 0          | 0                 | 0                 | 0                 | 0                 | 0        | 0      | 0           | 0          |
| W. Scholz    | 33         | 0          | 0           | 0          | 3                 | 0                 | 0                 | 0                 | 36       | 0      | 0           | 0          |
| F. Tenhagen  | 34         | 3          | 0           | 0          | 3                 | 0                 | 0                 | 0                 | 37       | 3      | 0           | 0          |
| H. Trimhold  | 32         | 7          | 1           | 0          | 2                 | 0                 | 0                 | 0                 | 34       | 7      | 1           | 0          |